# Dar um Jeito (We Will Find a Way)
Dar um Jeito (em inglês: We Will Find a Way) é uma canção do guitarrista mexicano Carlos Santana, com a participação do rapper haitiano Wyclef Jean, do cantor de samba Alexandre Pires e do disc jockey Sueco Avicii. A canção foi escolhida como o hino da Copa do Mundo FIFA de 2014, que foi sediada no Brasil, entre os dias 12 de junho de 2014 e 13 de julho do referido ano.
A faixa foi lançada em 29 de abril de 2014, como terceiro single da coletânea oficial deste evento da FIFA, sendo o seu nome One Love, One Rhythm.

## Lista de faixas
| CD / download digital |                                                                               | |                                                                    |         |  |
| N.º                   | Título                                                                        | Compositor(es)                                                                                             | Artista(s)                                                         | Duração |  |
| 1.                    | "Dar um Jeito (We Will Find a Way)" (The Official 2014 FIFA World Cup Anthem) | Alexandre Pires Arash Pournouri Rami Yacoub Carl Falk Tim Bergling Arnon Woolfson Diogo Vianna Wyclef Jean | Santana e Wyclef Jean com participação de Avicii e Alexandre Pires | 3:48    |  |

## Desempenho nas paradas
| Paradas (2014)                                  | Melhor posição |
| ----------------------------------------------- | -------------- |
| Bélgica (Ultratop 50 de Flandres)               | 16             |
| Bélgica (Ultratop 50 da Valônia)                | 17             |
| Brasil (Billboard Hot 100)                      | 61             |
| Espanha (PROMUSICAE)                            | 49             |
| Estados Unidos (Billboard Hot Dance Club Songs) | 14             |
| Japão (Billboard Japan Hot 100)                 | 82             |